# Randy Meisner
Randall Herman „Randy“ Meisner (* 8. März 1946 in Scottsbluff, Nebraska; † 26. Juli 2023 in Los Angeles) war ein US-amerikanischer Rockmusiker. Er wurde als Gründungsmitglied, Bassist und Sänger von Poco und den Eagles bekannt.

## Leben und Karriere

### Karrierebeginn
Meisner wurde 1946 in Scottsbluff als Sohn russlanddeutscher Pachtbauern geboren. 1961 hatte er im Alter von fünfzehn Jahren seine ersten Auftritte mit einer Lokalband namens The Dynamics. 1965 zog er nach Kalifornien, um mit der Band The Poor zu touren. 
1968 gründete er gemeinsam mit Richie Furay und Jim Messina die Band Poco, nachdem Furay und Messina bei Buffalo Springfield ausgestiegen waren. Meisner ist auf der ersten Platte von Poco, Pickin’ Up the Pieces, zu hören, wurde aber nach Unstimmigkeiten mit den anderen Musikern aus der Band geworfen. Er stieg daraufhin bei Ricky Nelson und seiner Stone Canyon Band ein, mit denen er erste große Erfolge feierte. Außerdem spielte er für James Taylor im Studio Bass für dessen Album Sweet Baby James.

### Eagles
Im Sommer 1971 wechselte er zur Begleitband von Linda Ronstadt, bei der er Don Henley, Glenn Frey und Bernie Leadon kennenlernte, mit denen er Ende 1971 die Eagles gründete. Nachdem die vier Musiker von David Geffen bei seinem Label Asylum Records unter Vertrag genommen worden waren, brachten sie 1972 ihr selbstbetiteltes Debütalbum auf den Markt. Meisner war sechs Jahre lang Mitglied der Gruppe und ist auf fünf Alben als Bassist und Background-Sänger zu hören, darunter Hotel California. Zudem übernahm er den Leadgesang bei Take It to the Limit, dem ersten Nummer-1-Hit der Band. 
Wegen Problemen innerhalb der Band und der Sehnsucht nach seiner Familie in Scottsbluff hatte er bereits längere Zeit einen Ausstieg bei den Eagles erwogen; nach einer handfesten Auseinandersetzung mit Glenn Frey vor einem Konzert vollzog er diesen Schritt schließlich im September 1977. Er wurde durch Timothy B. Schmit ersetzt, der ihm bereits nach seinem Ausstieg aus Poco als Bassist nachgefolgt war. 
1998 trat er anlässlich der Aufnahme in die Rock and Roll Hall of Fame noch einmal mit allen gegenwärtigen und ehemaligen Mitgliedern der Eagles auf die Bühne, um gemeinsam Take It Easy und Hotel California zu spielen.

### Solokarriere
Meisner brachte 1978 sein erstes Soloalbum Randy Meisner heraus, dem 1980 mit One More Song ein weiteres Album folgte. Weiterhin war er als Studiomusiker für viele Rockmusiker, darunter James Taylor, Joe Walsh, Dan Fogelberg und Richard Marx, aktiv.

### Privatleben
Meisner war zweimal verheiratet: Die erste Ehe ging er 1963 mit seiner Schulfreundin Jennifer Lee Barton ein. Im November desselben Jahres kam ihr erster Sohn zur Welt, im Mai 1970 folgten Zwillinge. Die Ehe wurde 1981 geschieden. Im November 1996 heiratete er seine langjährige Freundin Lana Rae, die Ehe blieb kinderlos. Lana Rae Meisner erschoss sich im März 2016 aus Versehen selbst.
Randy Meisner starb im Juli 2023 in Los Angeles im Alter von 77 Jahren an den Folgen einer COPD-Erkrankung.

## Diskografie

### Studioalben
| Jahr | Titel         | Höchstplatzierung, Gesamtwochen, AuszeichnungChartsChartplatzierungen (Jahr, Titel, Platzierungen, Wochen, Auszeichnungen, Anmerkungen) | Anmerkungen                        |
| Jahr | Titel         | US | Anmerkungen                        |
| ---- | ------------- | --- | ---------------------------------- |
| 1980 | One More Song | US50 (33 Wo.)US | Erstveröffentlichung: Oktober 1980 |
| 1982 | Randy Meisner | US94 (11 Wo.)US | Erstveröffentlichung: August 1982  |

Weitere Veröffentlichungen
- 1978: Randy Meisner
- 1991: When the Night Falls (mit Black Tie)
- 2001: Meisner, Swan & Rich
- 2002: Dallas
- 2005: Love Me or Leave Me Alone

### Singles
| Jahr | Titel Album                        | Höchstplatzierung, Gesamtwochen, AuszeichnungChartsChartplatzierungen (Jahr, Titel, Album, Platzierungen, Wochen, Auszeichnungen, Anmerkungen) | Anmerkungen                                       |
| Jahr | Titel Album                        | US | Anmerkungen                                       |
| ---- | ---------------------------------- | --- | ------------------------------------------------- |
| 1980 | Deep Inside My Heart One More Song | US22 (16 Wo.)US | Erstveröffentlichung: Oktober 1980 mit Kim Carnes |
| 1981 | Hearts on Fire One More Song       | US19 (15 Wo.)US | Erstveröffentlichung: Januar 1981                 |
| 1982 | Never Been in Love Randy Meisner   | US28 (11 Wo.)US | Erstveröffentlichung: Juli 1982                   |